# Dzisiejsza Biblia gdańska
Dzisiejsza Biblia gdańska – adaptacja protestanckiej Biblii gdańskiej z 1632 roku dokonana przez zespół redakcyjny powiązany z adwentystyczną Fundacją Źródła Życia. Według wydawców przekład Biblii gdańskiej z 1632 roku został przystosowany do wymogów współczesnego języka polskiego oraz jest wolny od konfesyjnych uzależnień.

## Cel wydania
Celem wydania Dzisiejszej Biblii gdańskiej była potrzeba dostępu do taniego wydania całej Biblii we współczesnym języku polskim.

## Charakterystyka przekładu

### Tekst źródłowy
Autorzy adaptacji przyjęli jako tekst bazowy najpopularniejsze wśród protestantów wydanie Biblii gdańskiej z roku 1632, która cieszyła się olbrzymim uznaniem czytelników przez ponad 350 lat. W drugiej połowie XX wieku była ona jednak stopniowo wypierana przez nowsze przekłady, między innymi Biblię warszawską. Zrozumienie staropolskiego języka nastręczało bowiem coraz większych problemów kolejnym pokoleniom.

### Tetragram
Idąc za tekstem Biblii gdańskiej występujące blisko 7000 razy w oryginale Imię Boże JHWH oddano terminem – Pan.

## Wydania
Prezentacja pierwszego wydania Dzisiejszej Biblii gdańskiej nastąpiła podczas trwania X Kongresu Adwentystycznego Stowarzyszenia Inicjatyw w Łodzi w dniach 6-8 grudnia 2019 roku.